# Apostolska Administracja Łemkowszczyzny
Apostolska Administracja Łemkowszczyzny – samodzielna jednostka terytorialna Kościoła greckokatolickiego w Polsce. Administratura istniała w latach 1934–1947. Podlegała bezpośrednio Stolicy Apostolskiej.

## Charakterystyka
Apostolska Administracja Łemkowszczyzny nie była eparchią, a apostolski administrator nie był biskupem, jednak w praktyce administracja i administrator działali jak eparchia i jej ordynariusz (należy podkreślić, że w praktyce Kościoła katolickiego administracja apostolska stanowi wstępny etap do utworzenia nowej diecezji). Władyka przemyski nie miał na terenie AAŁ żadnych uprawnień, choć formalnie pozostawała ona w granicach eparchii przemyskiej i metropolii lwowskiej. Administracja i administrator podlegali bezpośrednio Stolicy Apostolskiej. Administratora wspomagała rada – odpowiednik kapituły. Czynności oficjalne w imieniu administratora prowadziła kuria, w ramach której działały sąd kościelny i inne organy typowe dla eparchii. Siedzibą administratora i jego kurii początkowo był Rymanów-Zdrój, a od 1 maja 1938 – z przerwą w latach 1944–1945 – Sanok. Od początku 1944 do lutego 1945 administrator wraz z administracją urzędował w Krynicy, a następnie do kwietnia 1945 we Wróbliku Szlacheckim.
AAŁ została utworzona przez Stolicę Apostolską z zachodniej części greckokatolickiej diecezji przemyskiej, obejmującej obszar etnicznej Łemkowszczyzny oraz przyległe tereny zamieszkane przez ludność greckokatolicką nie uważającą się za Łemków (m.in. Ruś Szlachtowską). AAŁ obejmowała 111 parochii i 11 tzw. samodzielnych wikariatów. Parochie i wikariaty były podzielone między 9 dekanatów – licząc od zachodu: muszyński, grybowski, gorlicki, dukielski, krośnieński, rymanowski, dynowski, sanocki i bukowski. W 1936 AAŁ liczyła 127,3 tys. wiernych i 130 duchownych posługujących w 204 cerkwiach i czasowniach.

## Historia

### Geneza
Asumpt do utworzenia Apostolskiej Administracji Łemkowszczyzny dała tzw. schizma tylawska – fala grupowych konwersji Łemków na prawosławie na przełomie lat 20. i 30. XX wieku, w wyniku której około 18 tys. Łemków opuściło cerkiew unicką. Podłożem tej fali było niezadowolenie łemkowskich grekokatolików z ukrainizacyjnej polityki hierarchii cerkiewnej.
Ponieważ nic nie wskazywało, by władyka przemyski nawet po schizmie tylawskiej zaprzestał ukrainizacji swej cerkwi, Łemkowie na własną rękę podjęli działania zmierzające do zmiany tej sytuacji. W 1933 delegacje Łemków zwróciły się do nuncjusza abp. Francesco Marmaggiego i do prymasa kard. Augusta Hlonda o utworzenie odrębnej, niezależnej od Lwowa i Przemyśla, jednostki kościelnej dla Łemków. Ponieważ konkordat z 1925 uzależniał tworzenie nowych jednostek jurysdykcyjnych kościoła katolickiego w Polsce od zgody władz państwowych, na przełomie 1933 i 1934 Stolica Apostolska prowadziła z rządem polskim negocjacje na temat utworzenia odrębnej jednostki kościelnej dla Łemków. Postulaty łemkowskie szły po myśli rządu polskiego, który starał się wówczas podzielić i osłabić narodowy ruch ukraiński.
W tej sytuacji już 9 lutego 1934 Stolica Apostolska i Rzeczpospolita Polska zawarły konwencję o utworzeniu Apostolskiej Administracji Łemkowszczyzny z części obszaru dotychczasowej greckokatolickiej eparchii przemyskiej. Konwencja miała obowiązywać 10 lat z możliwością przedłużenia. Rząd miał również przekazywać AAŁ roczną dotację. Dekretem Quod aptius consuleret z 10 lutego 1934 Stolica Apostolska utworzyła Apostolską Administrację Łemkowszczyzny, określając jej obszar i status. Administracja zaczęła działać po powołaniu i intronizacji administratora, na przełomie 1934 i 1935.

### Działanie

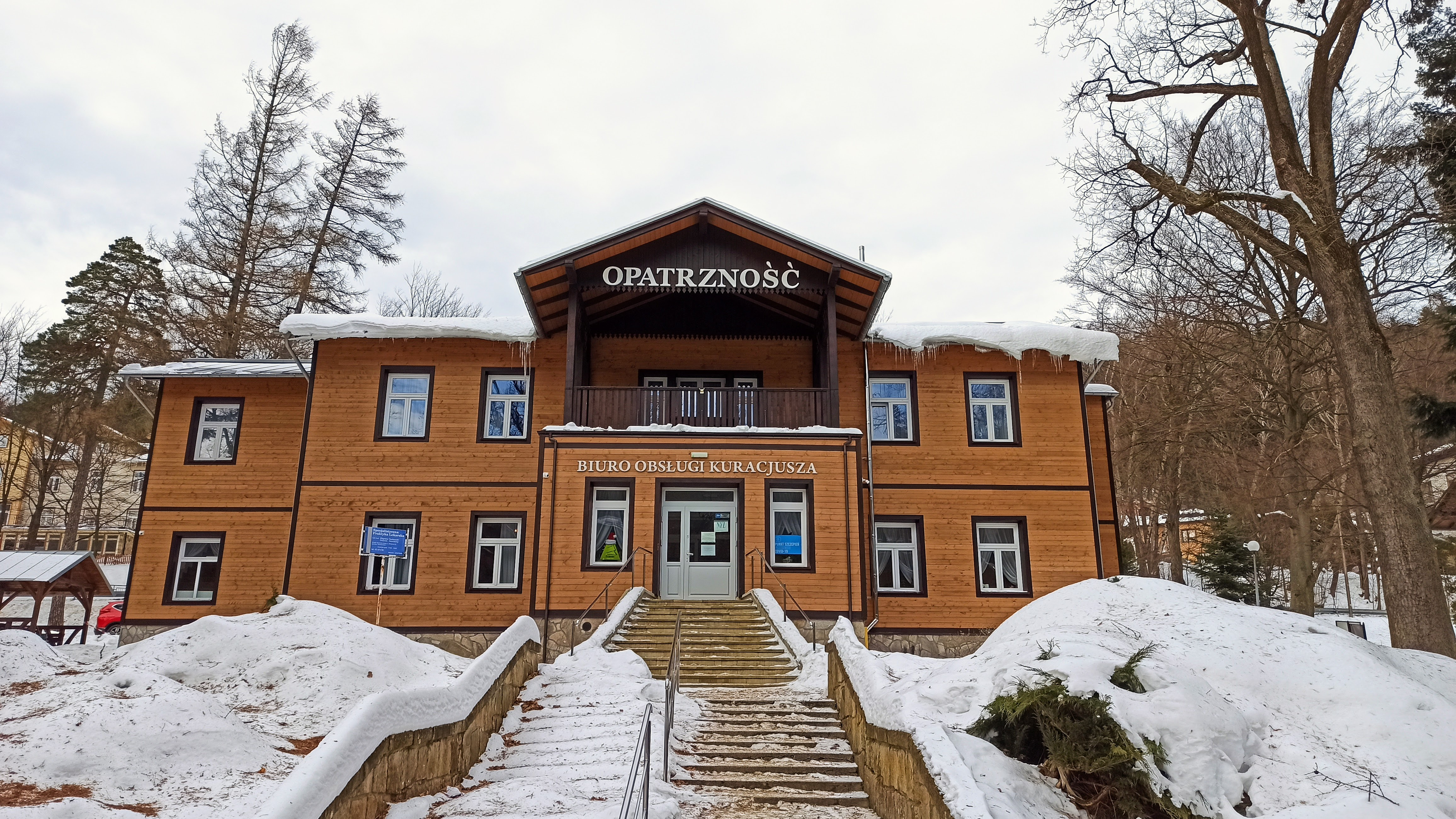
Willa "Opatrzność" w Rymanowie – siedziba administratora apostolskiego w latach 1934–1938.

Przeważający wpływ na działalność AAŁ uzyskały łemkowskie kręgi orientacji  starorusińskiej, które doprowadziły do jej powstania. Obaj przedwojenni administratorzy apostolscy byli przeciwnikami ruchu ukraińskiego. Hierarchia AAŁ miała charakter miejscowy – łemkowski i działała w interesie Łemków. Dążyła do całkowitego uniezależnienia od metropolii lwowskiej i stolicy przemyskiej. Zerwała z ukrainizacją cerkwi unickiej oraz z reformami liturgiczno-duszpasterskimi, prowadzonymi przez metropolitę lwowskiego i władykę przemyskiego. W tym celu podejmowano nieraz dość drastyczne kroki. Między innymi:
- zgodnie z porozumieniem z 20 sierpnia 1935 między administratorem a władyką przemyskim przenoszono księży-ukrainofilów do eparchii przemyskiej, a księży-rusofilów – do AAŁ; mimo tego w AAŁ pozostała dość liczna grupa księży orientacji proukraińskiej,
- kleryków AAŁ kształcono nie w seminariach we Lwowie i w Przemyślu, lecz w Krakowie, Częstochowie i Dubnie, a od 1937 – w Tarnowie i w Dubnie,
- administrator Wasyl Maściuch zakazał liturgicznych śpiewów po ukraińsku,
- w 1937 administrator Jakiw Medwecki zakazał duchownym AAŁ prenumerowania i czytania czasopism ukraińskich.

W działalności AAŁ widzi się niekiedy działanie polskiej administracji, dążącej do rozbicia  ukraińskiego ruchu narodowościowego i do polonizacji Łemków. Niewątpliwie takie były cele polskiego rządu, gdy popierał łemkowską niezależność, ale z pewnością nie można odmawiać AAŁ charakteru instytucji autentycznie łemkowskiej. Utworzenie AAŁ było sukcesem Łemków dążących do wzmocnienia struktur narodowościowych.

### Wojna
Warunki działania AAŁ diametralnie zmieniły się po upadku Polski w 1939. Na ziemie Łemków napłynęło kilkadziesiąt tysięcy uchodźców z ziem okupowanych przez ZSRR – zdeklarowanych Ukraińców, którzy zdominowali życie społeczności wiernych. Metropolia lwowska została oddzielona od Łemkowszczyzny nową granicą niemiecko-sowiecką. Po niemieckiej stronie nowej granicy pozostała tylko AAŁ i wschodnia część eparchii przemyskiej, zarządzana z Jarosławia przez wikariusza generalnego bp. Grzegorza Łakotę. W tych warunkach wzrosło znaczenie AAŁ dla ukraińskiej cerkwi greckokatolickiej, a więc i dla ukraińskiego ruchu narodowego. Na przełomie 1939 i 1940 życie AAŁ zostało zdominowane przez orientację ukraińską. Pod naciskiem Ukraińskiego Komitetu Centralnego (UCK) w Krakowie 10 czerwca 1940 na wikariusza generalnego AAŁ powołano zdeklarowanego ukrainofila ks. Aleksandra Malinowskiego, który wkrótce przejął większość obowiązków ciężko chorego administratora ks. Jakiwa Medweckiego, a po jego rychłej śmierci – niemal natychmiast go zastąpił. Pod rządem ks. Malinowskiego AAŁ została całkowicie zukrainizowana – zaczęto się posługiwać językiem ukraińskim, odnowiono kontakty z pozostałymi jednostkami cerkwi ukraińskiej, co przybrało na sile po zajęciu przez III Rzeszę całego terenu metropolii lwowskiej. Politycznie nowy administrator AAŁ opowiedział się bez zastrzeżeń po stronie ukraińskich nacjonalistów.
W miarę zbliżania się frontu wschodniego na teren AAŁ zaczęli napływać świeccy i duchowni uciekinierzy. Przewidując trudności w zarządzaniu administrator 24 sierpnia 1944 powołał trzech wikariuszy generalnych, po czym tymczasowo przeniósł swą siedzibę do Krynicy. Gdy jesienią i zimą 1944 Łemkowszczyzna została przedzielona linią frontu, jeden z nich – ks. Stefan Jodłowski – przejął zarządzanie częścią Administracji po wschodniej stronie frontu.

### Rozpad
Upadek AAŁ przebiegał paralelnie do losów ludności łemkowskiej w Polsce. Zadecydowały o nim czynniki zewnętrzne – II wojna światowa, a następnie walki z UPA.
Proces, który miał doprowadzić do zaniku AAŁ, zaczął się już jesienią 1939. Porozumienie między ZSRR a III Rzeszą przewidywało między innymi wymianę ludności. Już wtedy na sowiecką Ukrainę wyjechało około 5 tys. Łemków. Następną falę emigracji stanowiło uchodźstwo przed zbliżającym się frontem wschodnim w 1943 i w 1944. Wielu duchownych AAŁ, przede wszystkim związanych z ukraińskim ruchem narodowym, wyjechało wówczas na zachód Europy.
Wbrew obiegowej opinii, przypisującej zniszczenie osadnictwa łemkowskiego akcji „Wisła”, zabójczy cios Łemkowszczyźnie zadało przesiedlenie Łemków do ZSRR. Porozumienie zawarte 9 września 1944 między PKWN a rządem sowieckim przewidywało przesiedlenie Ukraińców za nową granicę polsko-sowiecką, przy czym za Ukraińców uważano również Łemków. Przesiedlenia teoretycznie miały być dobrowolne, w praktyce ludność była terroryzowana przez oddziały wojska, milicji i policję polityczną oraz zmuszana do wyjazdu przez organy administracji. Na terenach przygranicznych Łemków wysiedlano pod pozorem zabezpieczenia granicy państwowej. Część ludności łemkowskiej, przede wszystkim ze wsi zniszczonych podczas zaciekłych walk w Karpatach na przełomie 1944 i 1945 (operacja dukielska), wyemigrowała dobrowolnie – w nadziei polepszenia swego losu. Do „repatriacji” przystąpiono już w drugiej połowie 1944, wywożąc ludność łemkowską z powiatów sanockiego i brzozowskiego. Dalsze przesiedlenia objęły cały obszar Łemkowszczyzny. Akcję zakończono 1 sierpnia 1946. Ocenia się, że po zakończeniu przesiedleń w Polsce pozostało 30–40 tys. Łemków (według danych AAŁ w 1943 na jej obszarze mieszkało około 127 tysięcy greckokatolickich Łemków, do czego należy dodać około 18 tys. Łemków prawosławnych). Dla AAŁ konsekwencją przesiedleń była przede wszystkim dezorganizacja sieci parafialnej – wiele parafii zostało wyludnionych całkowicie, w wielu innych pozostały szczątkowe liczby wiernych. Wraz z parafianami wyjeżdżali na Ukrainę ich proboszczowie. Łemkowie decydujący się pozostać najczęściej zmieniali obrządek na łaciński. W tym czasie ostatni administrator, ks. Malinowski, przez Czechosłowację uciekł do Bawarii, obawiając się aresztowania przez NKWD. Przestała działać również kuria. Pod koniec 1946 AAŁ w praktyce nie istniała.
Następnym zdarzeniem decydującym o losach AAŁ była akcja „Wisła” – wysiedlenie ludności ukraińskiej na zachód i północ Polski. Również tym razem Łemków potraktowano identycznie, jak Ukraińców. W przypadku Łemków odpowiedzialność zbiorowa została zastosowana o tyle bezzasadnie, że Łemkowie nie współdziałali z ukraińską partyzantką, lecz byli lojalni wobec władz polskich. Między 24 kwietnia a 31 lipca 1947 przesiedlono około 35 tys. Łemków. Akcja „Wisła” była definitywnym końcem AAŁ. Jednostka nie została formalnie zniesiona, lecz po prostu zabrakło wiernych. Grupy parafian – greckokatolickich Łemków – pozostały tylko w Olchowcu, Bodakach, Blechnarce, Wesołej, Komańczy, Turzańsku i Rzepedzi oraz w miejscowościach uzdrowiskowych. Były jednak tak nieliczne, że nawet tam odprawiano msze greckie na przemian z łacińskimi.
Majątek AAŁ, przede wszystkim nieruchomości i cerkwie, został w dużej części zagrabiony przez władze państwowe, które – w drodze absurdalnej wykładni faktów – potraktowały go jako mienie pozostałe po osobach wysiedlonych do ZSRR. Cerkwie zagarnięte przez państwo w większości popadły w ruinę bądź zostały zniszczone. Sporo cerkwi przejął kościół rzymskokatolicki, przystosowując je do obrządku łacińskiego. Nieliczne zostały objęte przez cerkiew prawosławną.
Apostolska Administracja Łemkowszczyzny nie została odtworzona po odrodzeniu cerkwi greckokatolickiej w Polsce po 1989. Nie została również utworzona żadna jednostka jurysdykcyjna stanowiąca jej kontynuację. Tereny dawnej AAŁ należą obecnie do dekanatów sanockiego i krakowsko-krynickiego greckokatolickiej archieparchii przemysko-warszawskiej.

## Apostolscy Administratorzy
Obowiązki apostolskich administratorów Łemkowszczyzny pełnili kolejno:
1. ks. Mykoła Nahorianśkyj – dotychczasowy kapelan greckokatolicki w Wojsku Polskim; powołany przez Stolicę Apostolską odmówił przyjęcia tej funkcji;
2. ks. dr Wasyl Maściuch – wykładowca seminarium duchownego w Przemyślu; powołany 11 grudnia 1934, intronizowany 19 stycznia 1935, zmarł 10 marca 1936;
3. ks. Jan Polański – tymczasowy zarządca[3];
4. ks. dr Jakiw Medwecki – powołany 9 lipca 1937[4], zmarł 27 stycznia 1941;
5. ks. Ołeksander Małynowśki – powołany 5 lutego 1941, opuścił AAŁ we wrześniu 1945;
6. ks.ks. Stepan Jodłowśkyj, Jan Podhorbny i Andrzej Złupko – wikariusze generalni na czas niemożności zwykłego zarządzania Administracją; wyznaczeni 24 sierpnia 1944; S. Jodłowski i J. Podhorbny opuścili AAŁ wiosną 1946;
7. ks. Andrzej Złupko – wikariusz generalny wyznaczony 1 kwietnia 1947, opuścił AAŁ w 1947;
8. ks.ks. Włodzimierz Hajdukiewicz i Paweł Szuflat – zastępcy wikariusza generalnego, mianowani w 1947, w tym samym roku wywiezieni z terytorium AAŁ.

## Kapituła
Kapitułę Administracji stanowili w 1936: Wołodymyr Ardan, Maksym Durkot, Stepan Jadłowśkyj, Wołodymyr Mochnackyj, Joan Poliańskyj, Kostiantyn Poliańskij, Ołeksandr Prysłopskyj i Iwan Tytnar. Kanclerzem Administracji był w tym czasie Joan Polańskij. Poza tym funkcję kanclerza AAŁ pełnił Józef Siekierzyński.

## Dekanaty AAŁ
- Dekanat bukowski: Karlików, Przybyszów, Wola Piotrowa, Morochów, Zawadka Morochowska, Nowosielce, Pielnia, Dudyńce, Płonna, Kamienne, Wysoczany, Puławy, Tokarnia, Wisłok Dolny, Wisłok Górny, Wola Sękowa, Nagórzany, Wolica, Bełchówka, Ratnawica
- Dekanat dukielski: Chyrowa, Ciechania, Żydowskie, Czarne, Lipna, Nieznajowa, Desznica, Grab, Ożenna, Krempna, Kotań Mszana, Myscowa, Olchowiec, Pielgrzymka, Polany, Radocyna, Długie, Rozstajne, Świątkowa Wielka, Świątkowa Mała, Świerzowa Ruska, Tylawa, Trzciana, Wola Cieklińska, Zyndranowa, Barwinek
- Dekanat dynowski: Bachórz, Dynów, Dobra Szlachecka, Hłudno, Wara, Izdebki, Obarzym, Jabłonica Ruska, Krzemienna, Końskie, Krzywe, Witryłów, Łubno, Pawłokoma, Siedliska, Wołodź, Ulucz
- Dekanat gorlicki: Bartne, Bodaki, Bednarka, Doliny, Gładyszów, Hańczowa, Ropki, Klimkówka, Łosie, Krzywa, Wołowiec, Leszczyny, Bielanka, Kunkowa, Małastów, Pętna, Ropica Ruska (po wojnie Ropica Górna), Męcina Wielka, Nowica, Przysłup, Regietów Wyżny, Skwirtne, Rozdziele, Rychwałd (po wojnie Owczary), Smerekowiec, Uście Ruskie (po wojnie Uście Gorlickie), Kwiatoń, Wysowa-Góra Jawor, Blechnarka, Zdynia, Konieczna
- Dekanat grybowski: Banica, Czertyżne, Berest, Polany, Binczarowa, Czarna, Czyrna, Piorunka, Florynka, Wawrzka, Izby, Bieliczna, Kamianna, Królowa Ruska (po wojnie Królowa Górna), Bogusza, Śnietnica, Stawisza
- Dekanat krośnieński: Blizianka, Gwoździanka, Bonarówka, Czarnorzeki, Krasna, Oparówka, Rzepnik, Węglówka
- Dekanat muszyński: Jaworki, Krynica Dolna, Leluchów, Dubne, Łabowa, Maciejowa, Milik, Andrzejówka, Mochnaczka Niżna, Nowa Wieś, Łosie, Nowy Sącz, Powroźnik, Roztoka Wielka, Słotwiny, Szlachtowa, Tylicz, Muszynka, Wierchomla Wielka, Wojkowa, Złockie, Jastrzębik, Szczawnik, Żegiestów, Zubrzyk
- Dekanat rymanowski: Besko, Daliowa, Deszno, Bałucianka, Wołtuszowa, Jabłonica Polska, Jasiel, Królik Wołoski, Lipowiec, Czeremcha, Odrzechowa, Polany Surowiczne, Wernejówka, Sieniawa, Surowica, Darów, Moszczaniec, Szklary, Tarnawka, Wisłoczek, Zawoje, Wola Niżna, Wola Wyżna, Wróblik Królewski, Wróblik Szlachecki, Zawadka Rymanowska, Kamionka
- Dekanat sanocki: Czerteż, Hłomcza, Łodzina, Mrzygłód, Jurowce, Kostarowce, Lalin, Grabówka, Międzybrodzie, Olchowce, Bykowce, Prusiek, Sanoczek, Sanok, Dąbrówka Ruska (po wojnie Dąbrówka, dzielnica Sanoka), Stróże Wielkie, Zahutyń, Trepcza, Tyrawa Solna, Hołuczków, Siemuszowa, Zagórz, Dolina, Załuż-Wujskie